# Francija
Francoska republika ali Francija (francosko République française ali France) je obmorska država v Zahodni Evropi, ki na zahodu in severu meji na Atlantski ocean, na severovzhodu na Belgijo in Luksemburg, na vzhodu na Nemčijo, Švico, Italijo in Monako, na jugu na Sredozemsko morje, Španijo in Andoro, čez morje pa ima preko Francoske Gvajane mejo tudi na Brazilijo in Surinam. Francija je ena od ustanovnih članic Evropske unije.

## Zgodovina
Meje današnje Francije so postavljene podobno, kot meje ozemlja Galcev, ki so bili Kelti. Rimljani so v 1. stoletju pr. n. št. zavzeli Galijo in prebivalci so kmalu sprejeli rimsko kulturo in jezik. Krščanstvo je prišlo v Galijo že v 2. in 3. stoletju n. št. V 4. stoletju so Germani, predvsem Franki, vdrli in naselili vzhodna območja Galije ob Renu. Iz tega tudi izhaja staro ime 'Francie'. Ime Francija pa izhaja iz fevdalnega posestva Kapetingov, francoskih kraljev, okoli Pariza, ki se imenuje Île-de-France.
Čeprav mnogi datirajo začetek francoske monarhije v 5. stoletje, se je samostojen obstoj države začel z delitvijo Frankovskega cesarstva Karla Velikega na zahodni in vzhodni del. Iz vzhodnega dela je nastala Nemčija, iz zahodnega pa Francija.
Nasledniki Karla Velikega so vladali Franciji do leta 987, ko je bil Hugo Capet, vojvoda Francije in grof Pariza, okronan za kralja Francije. Njegovi nasledniki, začenši s kapetinško dinastijo, so vladali Franciji do leta 1792, ko je francoska revolucija uveljavila republiko z radikalnimi spremembami, ki so se začele leta 1789. 
Francoska revolucija je pretresla ves fevdalni svet s svojimi gesli Liberté, égalité, fraternité (francosko »svoboda, enakost, bratstvo«) sprožila verižno reakcijo najpomembnejših političnih sprememb. Med temi revolucijami je bila tudi prva socialistična iz katere je nastala Pariška komuna.
Napoléon Bonaparte je leta 1799 prišel na oblast v republiki in se proglasil za cesarja (leta 1804). Njegova vojska se je udeležila mnogih vojn v Evropi, zavzela dosti držav, ponesla s sabo ideje francoske revolucije in ustanavljala nova kraljestva z Napoléonovimi sorodniki na oblasti. Po Napoléonovem porazu, so v Francijo ponovno uvedli monarhijo, a so jo ukinili z začetkom Druge republike. Druga republika se je končala, ko je bil za predsednika izvoljen Louis-Napoléon, Napoléonov nečak, ki je proglasil Drugo cesarstvo. Louis-Napoléona (Napoléon III.), ki ni bil tako ambiciozen kot stric, so kmalu odstavili in Francija je ponovno postala republika (Tretja republika).
Med drugo svetovno vojno je Francijo junija 1940 okupirala nacistične Nemčije. Osrednji del države s Parizom je zasedla Nemčija, južni pa je bil oblikovan v marionetno državo, znano pod imenom Vichyjska Francija. Vodil jo je maršal Philippe Petain. V času okupacije se je razvilo izredno močno odporniško gibanje s partizanskimi enotami. Francijo so septembra 1944 osvobodile zavezniške enote, med katerimi tudi vojska generala Charlesa de Gaulla, ki jo je zbral v francoskih kolonijah in v raznih drugih državah. Po vojni so v Franciji več pripadnikov Vichyjskega režima in nemških kolaboracionistov obsodili na smrtno kazen ter sprejeli zakone, ki celo njihovim potomcem prepovedujejo politično delovanje in celo zaposlovanje v državnih službah in javnih podjetjih.  
Čeprav je bila Francija zmagovalka v obeh svetovnih vojnah, so jo prizadele izgube bogastva, velikega dela imperija, delovne sile in statusa prevladujoče narodne države. Leta 1958 so v Franciji sprejeli novo ustavo, po kateri ima predsednik velika pooblastila (Peta republika), ki ni klonila nestabilnosti, kot prejšnji parlamentarni režimi.
V zadnjih desetletjih sta se sprava in sodelovanje med Francijo in Nemčijo izkazali ključnega pomena za ekonomsko združitev Evrope, med drugim tudi za uvedbo evra januarja 1999.
Danes je Francija v ospredju držav, ki želijo zagon uvedbe skupne evropske valute izkoristiti za nadgradnjo Evropske unije v bolj združen in sposoben evropski politični, obrambni in varnostni aparat.
Francija je ena izmed petih stalnih članic Varnostnega sveta Združenih narodov.

## Politična ureditev

### Vlada
Francoska republika je unitarna pol-predsedniška republika z močno demokratično tradicijo. Ustava pete republike je bila sprejeta na referendumu 28. septembra 1958. Ta je močno okrepila avtoriteto izvršilne oblasti v odnosu do parlamenta. Sama izvršna veja ima dva voditelja: predsednika republike, ki je trenutno Emmanuel Macron, ki je vodja države in na splošnih volitvah izvoljen neposredno za 5-letni mandat (prej 7 let) in vlado, katere predsednika vlade imenuje predsednik države, in je trenutno Bernard Cazeneuve.
Francoski parlament je dvodomen zakonodajalec in obsega državni zbor (Assemblée Nationale) in senat. Poslanci državnega zbora predstavljajo lokalne volivce in so neposredno izvoljeni za 5-letne mandat. Zbor ima pooblastilo da razpusti vlado in z večino v skupščini določa izbiro vlade. Senatorje volijo lokalni funkcionarji (teh je 100-200 tisoč) za dobo 6 let (prvotno 9-let). Polovica senata je obnovljena vsaka 3 leta z začetkom v septembru 2008. Zakonodajne pristojnosti senata so omejene; v primeru nesoglasja med obema domovoma ima zadnjo besedo Državni zbor. Vlada ima močan vpliv na oblikovanje dnevnega reda parlamenta.
Francoski politiki so značilno razdeljeni v dve politično nasprotni skupini: ena na levem krilu, z osrednjo francosko Socialistično stranko in druga desničarska, prej središčna okoli Rassemblement pour la République (RPR), zdaj je njena naslednica Zveza za ljudsko gibanje (UMP). Po volitvah leta 2012, je izvršilna veja trenutno sestavljena večinoma iz socialistične stranke.

### Ustavni svet
Do leta 1958 Francija ni poznala nadzora ustavnosti, saj so šteli, da bi bilo to v nasprotju z načelom, da je zakon izraz obče volje oziroma ljudske suverenosti. Položaj ustavnega sveta je okrepila ustavna sprememba leta 1974, ki je pravico do predlaganja ocene ustavnosti dala tudi članom parlamenta. Ustavni svet sestavljajo imenovani člani in člani po položaju. Slednji so dosmrtni člani sveta, med njimi predvsem bivši predsedniki republike, ki pa v resnici ne sodelujejo pri delu tega organa. Imenovanih članov je 9 (3 imenuje predsednik republike, 3 predsednik nacionalne skupščine, 3 predsednik senata). Njihov mandat traja 9 let, vsako tretje leto se obnovi 1/3 članov. Ustava ne določa nobenih pogojev (po navadi 2-3 pravniki, bivši ministri, bivši poslanci, politične osebnosti). Predsednika Ustavnega sveta imenuje predsednik republike, njegove mandatne dobe ustava ne določa. Pred nastopom funkcije člani zaprisežejo pred predsednikom republike (varovanje tajnosti odločanja in glasovanja itd.). Funkcija člana Ustavnega sveta je nezdružljiva s članstvom v vladi, parlamentu, evropskem parlamentu, socialno-ekonomskem svetu in s kakršnimkoli volilnim mandatom, ne sme opravljati tudi vodstvenih funkcij v političnih strankah. Svet opravlja svetovalno in odločujočo funkcijo, odločitev pa je sprejeta, če zanjo glasuje večina članov sveta. Svet daje mnenja, če se nanj obrne predsednik republike, vlada se nanj obrne v primeru referenduma, volitve predsednika republike, svet odloča o ustavnosti zakonov in mednarodnih pogodb, nastopa kot volilni in referendumski sodnik. Zoper odločitve sveta ni dopustna pritožba (pravno sicer ni nobenega postopka za spoštovanje njegovih odločitev, vendar se mu državni organi vselej podredijo). Zakonodajalcu tako ostane v primeru, da ne soglaša z odločitvijo sveta, zgolj možnost spreminjanja ustave. Svet je pristojen za presojo ustavnosti, preden so ti razglašeni; obvezna je, ko gre za organske zakone in poslovnike parlamentarnih zbornic. Presojo navadnih zakonov lahko predlagajo predsednik države, predsednik senata, predsednik nacionalne skupščine, prvi minister, 60 poslancev ali 60 senatorjev. Če je neustaven, ne more biti razglašen, če je samo deloma ustaven, se oba dela ločita in predsednik države odloči, ali bo ustavni del razglasil, ali pa gre v ponovno obravnavo in odločanje v parlament. Če se ju ne da ločiti, ga je treba spremeniti ali opustiti njegovo sprejemanje. Ustavni svet se ne zadovlji več samo s presojo tehnične usklajenosti zakonov z ustavnimi normami, temveč postavlja merila, ki pomenijo varovanje temeljnih človekovih pravic.

## Demografija

### Prebivalstvo
Ob zadnjem popisu prebivalstva, leta 2006, je imela republika 64,95 milijona prebivalcev. Največja mesta so Pariz, Marseille, Lyon, Lille, Toulouse, Bordeaux, Nice, Strasbourg, Rennes in Nantes.
Po obdobju druge svetovne vojne, je Francija postala cilj migrantov širom sveta, najštevilčnejši pa so bili priseljenci iz držav Severne Afrike: Maroko, Alžirija, Tunizija. Sprva so ti prišli kot začasni delavci, kmalu pa so se v Franciji ustalili kot njeni prebivalci in s seboj pripeljali družine. Zaradi raznolike etnične in verske pripadnosti priseljencev ter visoko številnih družin, se je prebivalstvena struktura Francije pričela bistveno spreminjati.

### Religija
Francija velja za svobodno državo verskih usmeritev. Ob rednih popisih prebivalstva na vsaka štiri leta, o verski pripadnosti ne poizvedujejo. Uradne podatke o verski usmeritvi je raziskal Eurobarometer Poll, ki je podal sledeče ugotovitve: 54 % prebivalcev je katolikov, 31 % agnostikov. Zaradi imigracij živi v Franciji 4 % muslimanov, 3 % pripadajo protestantizmu in 1 % židovski veri.
Židovska skupnost je z okoli 600.000 pripadniki, označena kot največja v Evropi. Domneva se, da je uradni odstotek 4 % muslimanov, v resnici dvakrat do trikrat višji (presegal naj bi 10 %) zaradi visoko številčnih muslimanskih družin in vsaj milijona ilegalnih imigratov iz severa Afrike in JV Evrope. Na JZ Francije se nahaja svetovno znano romarsko središče, Lurd (Lourdes).

## Upravna delitev
{{posodobi}} v skladu z novo upravno delitvijo Francije
Francija je razdeljena na 18 upravnih regij (francosko régions, edina région [ʁeʒjɔ̃]), od tega jih je 13 v metropolitanski Franciji (tj. na evropski celini), ostalih pet pa je v čezmorskih (ne zamenjujmo jih z čezmorskimi odvisnimi ozemlji, ki imajo pol avtonomni status). Regije so nadalje razdeljene v 101 departma, ki so oštevilčeni predvsem po abecedi. Te številke se med drugim uporablja pri poštnih številkah in registrskih tablicah za vozila. Med 101 departmajem Francije jih je pet (Francoska Gvajana, Guadeloupe, Martinique, Mayotte, in Réunion) v čezmorskih regijah (ROM), ki so hkrati tudi čezmorski departmaji in so sestavni del Francije (in Evropske unije) in tako uživajo natanko enak status kot metropolitanski departmaji.
101 departma se nadalje razdeli v 334 okrožij, ti pa so razdeljeni v 2167 kantonov. Ti kantoni so nato razdeljeni na 36.681 občin (od teh 129 čezmorskih), ki imajo svoj izvoljeni občinski svet. Od januarja 2009 obstaja 2585 medobčinskih struktur, ki združujejo 34.077 občin (93,2 % vseh občin metropolitanske Francije), v njih pa živi 87,4 % prebivalstva Francije. Tri občine - Pariz, Lyon in Marseille - so razdeljene v 45 občinskih okrožij.
Regije, departmaji in občine, so vse znane kot teritorialne skupnosti, kar pomeni, da imajo lokalne skupščine kot tudi izvršilno oblast. Okrožja in kantoni so zgolj upravna delitev. Vendar to ni bilo vedno tako. Do leta 1940 so bila okrožja Ozemeljske skupnosti z izvoljenimi skupščinami, kar je bilo ukinjeno z Vichyskim režimom in četrto Republiko leta 1946.
Francija je visoko urbanizirana država, z velikimi mesti (metropolitanskimi območji) kot so (stanje 2011): Pariz (12.292.900 preb.), Lyon (2.182.482), Marseille (1.721.031), Toulouse (1.250.251), Lille (1.159.547), Bordeaux (1.140.668), Nica (1.003.947), Nantes (884.275) in Strasbourg (763.739). (Opomba: Obstajajo velike razlike med metropolitanskimi podatki o prebivalstvu in tistimi, ki vsebujejo le osnovno populacijo). Stanje na podeželju je trajno politično vprašanje skozi večji del 20. stoletja).

## Zemljepisne značilnosti
V Franciji najdemo zelo različno pokrajino, od obalnih ravnin na S in Z, kjer Francija meji na Severno morje in Atlantik, do gorovij na J (Pireneji) in JV (Alpe), kjer je tudi druga najvišja gora v Evropi, Mont Blanc (4807 m).
Vmes se nahajajo še drugi reliefi, kot na primer Centralni masiv (Massif Central), hribovje Vogezi (Vosges) ali velike doline velikih rek kot Loara, Rona, Garonne in Sena.
Ozemlje Francoske republike je sestavljeno iz:
- Metropolitanska Francija: francoska celina, Korzika in manjši obalni otoki (v Sredozemlju npr. Lerinski otoki/Lerinsko otočje)
- Čezmorski departmaji in regije: Guadeloupe, Martinique, Réunion, Mayotte in Francoska Gvajana
- Čezmorske skupnosti: Francoska Polinezija, Saint Barthélemy, Sveti Martin in Saint-Pierre in Miquelon ter Wallis in Futuna
- Posebna skupnost Nova Kaledonija
- Ozemlja Clipperton Island in francoske južne in antarktične dežele

## Gospodarstvo
Član skupine 7 (prej G8) vodilnih industrijskih držav, velja kot sedmo največje svetovno in drugo največje EU gospodarstvo glede kupne moči. Z 39 od 500 največjimi podjetji na svetu v letu 2010, je Francija na četrtem mestu Fortune Global 500, pred Nemčijo in Veliko Britanijo. Francija se je pridružila 11 drugim članicam EU pri uvedbi evra v letu 1999, z evrskimi kovanci in bankovci je v celoti nadomestila francoski frank (₣) v letu 2002.
Francija ima kombinirano gospodarstvo, ki združuje zasebna podjetja z mnogimi državnimi podjetji in vladnimi intervencijami. Vlada ohranja precejšen vpliv na ključnih segmentih infrastrukturnih sektorjev, z večinskim lastništvom železnic, električne energije, letal, jedrske energije in telekomunikacij. Vlada upravlja državni sektor in odprodaja deleže v podjetjih France Télécom, Air France, kakor tudi v zavarovalništvu, bančništvu in obrambni industriji. Francija ima pomembno letalsko in vesoljsko industrijo Evropskega konzorcija Airbus in svoje nacionalno vesoljsko izstrelišče, Centre Spatial Guyanais.
Po podatkih Svetovne trgovinske organizacije (WTO), je bila Francija v letu 2009 šesta največja izvoznica na svetu in četrta največja uvoznica. Leta 2008 je bila Francija tretja največja prejemnica neposrednih tujih naložb med državami OECD s 118.000.000.000 $, razvrščena za Luksemburgom (kjer so neposredne tuje naložbe v bistvu denarni transferji bank, ki se nahajajo tam) in ZDA (316.000.000.000 $), a pred Veliko Britanijo (96.900.000.000 $), Nemčijo (25.000.000.000 $) ali Japonsko (24.000.000.000 $).
V istem letu so Francoska podjetja investirala 220.000.000.000 $ zunaj Francije, kar Francijo uvršča kot drugega največjega neposrednega investitorja v OECD in zaostaja le za ZDA (311.000.000.000 $).

### Kmetijstvo
Francija je bila v preteklosti velika proizvajalka kmetijskih proizvodov. Obsežne površine rodovitne zemlje, uporaba sodobnih tehnologij in subvencije EU so omogočili, da je Francija vodilna kmetijska proizvajalka in izvoznica v Evropi (20% kmetijske proizvodnje EU) in tretja največja svetovna izvoznica kmetijskih proizvodov.
Pšenica, perutnina, mleko in mlečni izdelki, govedina in svinjina, kot tudi mednarodno priznana predelana hrana, so glavni francoski kmetijski izvoz. Rdeča vina se predvsem porabi v državi, vendar so šampanjec in bordojska vina glavni izvozni proizvod, ki je znan po vsem svetu. Kmetijske subvencije EU v Franciji so se v zadnjih letih znižale, vendar so še vedno znašale 8 milijard dolarjev v letu 2007. Istega leta je Francija prodala 33.400.000.000 € predelanih kmetijskih proizvodov.
Kmetijstvo je pomemben sektor francoskega gospodarstva: 3,8% aktivnega prebivalstva je zaposlenega v kmetijstvu, medtem ko je celotna agroživilska industrija predstavljala 4,2% francoskega BDP v letu 2005.

### Turizem
S 83 milijonov tujih turistov v letu 2012 je Francija prva turistična destinacija na svetu, pred ZDA (67 milijonov) in Kitajsko (58 milijonov). Ta številka pa izključuje ljudi, ki prebivajo manj kot 24 ur, kot so Evropejci, ki prečkajo Francijo na poti v Španijo ali Italijo. Je pa to tretji dohodek od turizma zaradi kratkotrajnosti obiskov. Francija ima 37 lokacij vpisanih na seznam svetovne dediščine in značilnosti mest so velike kulturne znamenitosti, plaže in letovišča, smučišča in podeželska območja, kjer mnogi uživajo njihove lepote in mir (zeleni turizem). Male in slikovite francoske vasice se promovirajo prek združenja Les Plus Beaux Villages de France ("Najlepše vasi v Franciji"). Oznako "Znameniti vrtovi" jima več kot 200 vrtov, ki sodijo pod francosko ministrstvo za kulturo. Ta oznaka je namenjena zaščiti in spodbujanju izjemnih vrtov in parkov. Francija privablja številne verske romarje po poti svetega Jakoba ali Lourda, mesta v Hautes-Pyrénées, ki gosti več milijonov obiskovalcev letno.
Francija, še posebej Pariz, ima nekaj največjih in svetovno priznanih muzejev, vključno z muzejem Louvre, ki je najbolj obiskan muzej umetnosti na svetu, Musée d'Orsay, posvečen predvsem impresionizmu in Beaubourg, posvečen sodobni umetnosti. Disneyland Pariz je najbolj priljubljen evropski tematski park s 15 milijoni obiskovalcev Disneyland Park in Walt Disney Studios Park v letu 2009.
Z več kot 10 milijonov turistov letno je Francoska Riviera (ali Côte d'Azur) na jugovzhodu Francije, druga vodilna turistična destinacija v državi, za pariško regijo. Ima okoli 300 dni sonca na leto, 115 km obale in plaž, 18 golf igrišč, 14 smučišč in 3.000 restavracij. Vsako leto Côte d'Azur gosti 50% svetovnega ladjevja super jaht.
Drug pomemben cilj so gradovi doline Loare (Châteaux), tudi na seznamu svetovne dediščine, stavbna dediščina v zgodovinskih mestih, predvsem pa njenih gradov, kot so Château d'Amboise, Château de Chambord, d'Ussé, Château de Villandry, Château de Chenonceau in Château de Montsoreau. Najbolj priljubljena turistična mesta so: (glede na število obiskovalcev na leto - stanje 2003): Eifflov stolp (6,2 milijona), muzej Louvre (5,7 milijona), palača Versailles (2,8 milijona), Musée d'Orsay (2,1 milijona ), Arc de Triomphe (1,2 milijona), Pompidoujev center (1,2 milijona), Mont Saint-Michel (1 milijon), Château de Chambord (711.000), Sainte-Chapelle (683.000), Château du Haut-Kœnigsbourg (549.000), Puy de Dôme (500.000), Musée Picasso (441.000), Carcassonne (362.000).

### Energija
Électricité de France (EDF), glavna proizvajalka in distributer električne energije v Franciji, je tudi eden od največjih svetovnih proizvajalcev električne energije. Leta 2003 je proizvedla 22% električne energije v Evropski uniji, predvsem iz jedrske energije. Francija je najmanjši onesnaževalec z ogljikovim dioksidom med G8, zaradi svojih naložb v jedrsko energijo. Posledica velikih vlaganj v jedrsko tehnologijo je večina električne energije proizvedene v Franciji, ki jo ustvari 59 jedrskih elektrarn (75% v 2012). Zato imajo obnovljivi viri energije težave pri uvajanju. Francija uporablja za proizvodnjo električne energije tudi hidroelektrarne, kot je jez Eguzon, jezero de Soulcem in Lac de Vouglans.

### Transport
Železniško omrežje Francije, ki obsega od leta 2008 dalje 29.473 km, je drugo najobsežnejšo v Zahodni Evropi za Nemčijo. Upravlja ga SNCF. Vlaki visokih hitrosti so Thalys, Eurostar in TGV, in vozijo s 320 km / h v komercialne namene. Eurostar, skupaj z Eurotunnel Shuttle, povezuje Združeno kraljestvo skozi predor pod Rokavskim prelivom. Obstajajo železniške povezave z vsemi drugimi sosednjimi državami v Evropi, razen z Andoro. Znotraj urbanih mest sta tudi dobro razvita podzemni promet in tramvaj ter avtobusni prevoz.
Obstaja približno 1.027.183 kilometrov cest in predstavlja najbolj obsežno mrežo na evropski celini. Regija Pariz z obvoznico in z najbolj gosto mrežo cest in avtocest, je povezana s praktično vsemi deli države. Francoske ceste imajo tudi precejšen delež mednarodnega prometa, saj povezujejo mesta v sosednji Belgiji, Španiji, Andori, Monaku, Švici, Nemčiji in Italiji. Ne plačujejo letne pristojbine ob registraciji ali cestne takse, vendar pa se uporaba avtoceste plača prek cestnine, razen v bližini velikih mest. Na avtomobilskem trgu prevladujejo domače blagovne znamke, kot so Renault (27% prodanih v Franciji leta 2003 avtomobilov), Peugeot (20,1%) in Citroën (13,5%). Več kot 70% novih avtomobilov prodanih v letu 2004 je imelo dizel motor, veliko več. Francija ima najvišji most na svetu viadukt Millau in  številne druge pomembne mostove, kot je Pont de Normandie.
V Franciji obstaja 475 letališč. Letališče Charles de Gaulle, ki se nahaja v bližini Pariza, je največje in najprometnejše letališče v državi, in je povezano z veliko večino priljubljenih in komercialnih povezav po vsem svetu. Air France je nacionalni letalski prevoznik, imajo pa tudi številne zasebne letalske družbe, ki zagotavljajo domače in mednarodne povezave. 
V Franciji je deset velikih pristanišč, od katerih je največje v Marseillu, ki je tudi največje v Sredozemskem morju. 12.261 kilometrov plovnih poti prečka Francijo, vključno Canal du Midi, ki povezuje Sredozemsko morje z Atlantskim oceanom prek reke Garonne.

## Kultura
Francija je bila stoletja središče kulturnega razvoja zahoda. Številni francoski umetniki so bili med najbolj znanimi svojega časa in Francija je, s svojo bogato kulturno tradicijo, še vedno priznana v svetu.
Zaporedni politični režimi so vedno spodbujali umetniško ustvarjanje in oblikovanje ministrstva za kulturo leta 1959 je pomagalo ohraniti kulturno dediščino države in jo dati na voljo javnosti. Ministrstvo za kulturo je bilo zelo dejavno vse od svojega nastanka, dodeljevalo subvencije umetnikom, ki so predstavljali francosko kulturo v svetu, podpiralo festivale in kulturne prireditve in uredilo varovanje zgodovinskih spomenikov. Francoski vladi je uspelo tudi pri ohranjanju za kulturo izjemne  avdiovizualne izdelke, nastale v državi.
Francija ima največje število turistov na leto predvsem po zaslugi številnih kulturnih ustanov in zgodovinskih zgradb raztresenih po vsem ozemlju. Ima 1200 muzejev, ki jih obišče več kot 50 milijonov ljudi letno. Najpomembnejše kulturne znamenitosti upravlja vlada prek javne agencije Centre des monuments nationaux, ki je odgovorna za približno 85 nacionalnih zgodovinskih spomenikov.
Med 43.180 stavbami zaščitenimi kot zgodovinski spomenik so v glavnem Residences (gradovi ali dvorci v francoščini) in verski objekti (stolnice, bazilike, cerkve, itd.), pa tudi kipi, spomeniki in parki. Na Unescov seznam svetovne kulturne dediščine je vpisanih 38 lokacij v Franciji.